# Lady Pank
Lady Pank este o trupă de muzică rock poloneză formată în Varșovia în 1981. 

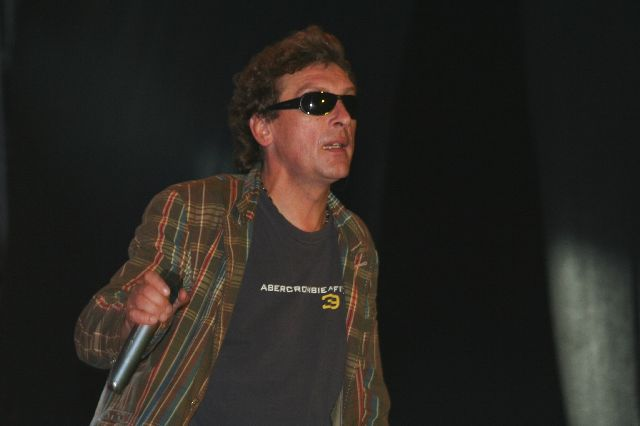
Janusz Panasewicz, vocalistul trupei

## Componență
- Jan Borysewicz – chitară solo, voce (1981)
- Janusz Panasewicz – voce (1982)
- Kuba Jabłoński – baterie (1994)
- Krzysztof Kieliszkiewicz – bas (1994)
- Michał Sitarski – chitară ritmică (2001)

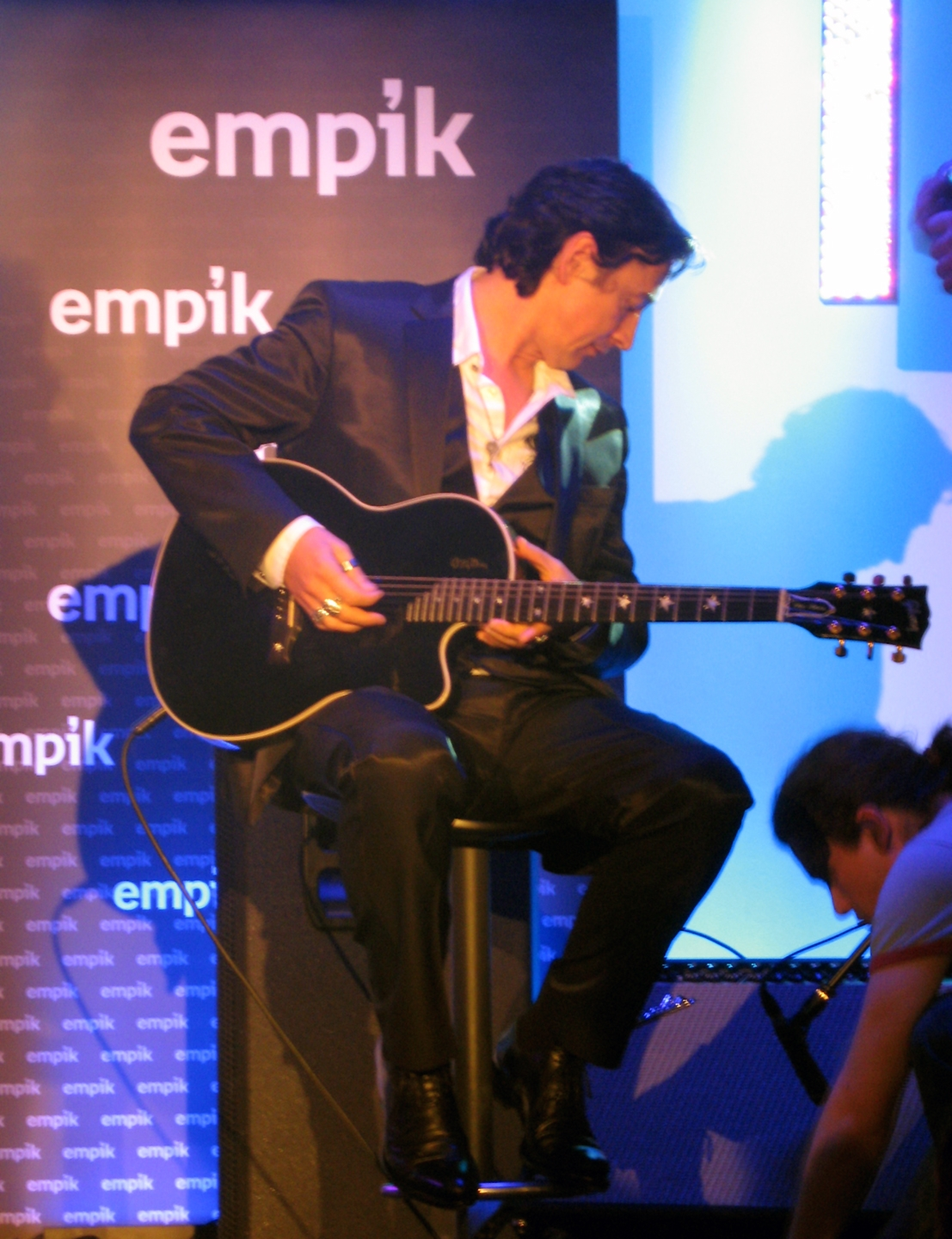
Jan Borysewicz

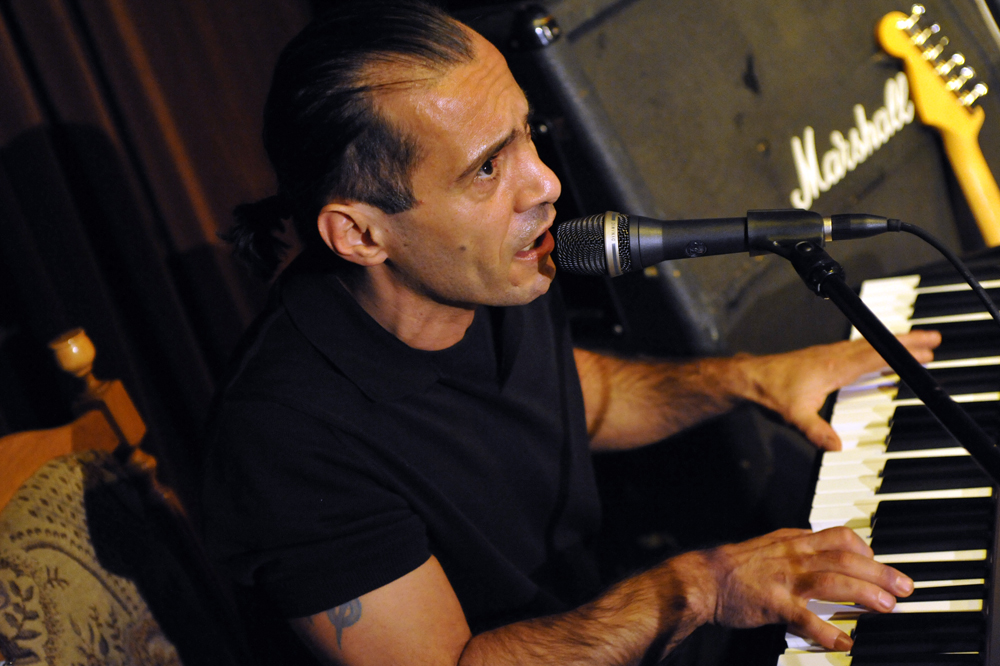
Kostek Joriadis

## Discografie
- Lady Pank (1983)
- Ohyda (1984)
- Drop Everything (1985) MCA Records
- LP 3 (1986)
- O dwóch takich, co ukradli Księżyc cz. I (1986)
- O dwóch takich, co ukradli Księżyc cz. II (1987)
- Tacy sami (1988)
- Zawsze tam, gdzie ty (1990)
- Lady Pank '81-'85 (1992)
- Nana (1994)
- "Mała wojna" akustycznie (1995)
- Ballady (1995)
- Gold (1995)
- The Best of Lady Pank (1990)
- Międzyzdroje (1996)
- Zimowe graffiti (1996)
- W transie (1997)
- Łowcy głów (1998)
- Koncertowa (1999)
- Złote przeboje (2000)
- Nasza reputacja (2000)
- Besta Besta (2002)
- The Best - "Zamki na piasku" (2004)
- Teraz (2004)
- Strach się bać (2007)
- Maraton (2011)

### Single-uri
| 1982                          | Minus 10 w Rio/Mała Lady Punk            | 7/10 |
| 1983                          | Mniej niż zero/Pokręciło mi się w głowie | 1/—  |
| 1983                          | Wciąż bardziej obcy/Zamki na piasku      | 1/1  |
| 1985                          | Minus Zero/Stranger                      | —    |
| 1985                          | Raport z N./Rysunkowa postać             | —/1  |
| 1986                          | Sly/This is Only Rock'N'Roll             | —    |
| 1990                          | Gwiazdkowe Dzieci                        | —    |
| 1994                          | Na na                                    | 11   |
| 1994                          | Młode orły                               | 15   |
| 1995                          | Mała wojna/Zostawcie Titanica            | —    |
| 1996                          | Czy czujesz jak                          | 26   |
| 1996                          | Nie chcę litości                         | 35   |
| 1997                          | Zamki na piasku ‘97                      | 14   |
| 1997                          | Mniej niż zero ‘97                       | —    |
| 1997                          | Jest taki kraj                           | —    |
| 1998                          | Prawda i serce                           | 30   |
| 1998                          | Znowu pada deszcz/Mały rastaman          | 1/—  |
| 1999                          | Rozmowa z…/Marchewkowe pole              | 31/— |
| 1999                          | Do Moniki L.                             | 13   |
| 2000                          | Na granicy                               | 7    |
| 2000                          | Słońcem opętani                          | 20   |
| 2000                          | Jak ruchomy cel                          | 26   |
| 2000                          | Samotne noce                             | 35   |
| 2002                          | 7-me niebo nienawiści                    | 16   |
| 2004                          | Sexy-plexi                               | —    |
| 2004                          | Stacja Warszawa                          | 1    |
| 2004                          | Pani moich snów                          | —    |
| 2007                          | Strach się bać                           | 20   |
| 2007                          | Wenus, Mars                              | —    |
| 2007                          | Dobra konstelacja                        | 1    |
| 2008                          | Nie mam nic, prócz ciebie (Lady)         | —    |
| 2011                          | Dziewczyny dzisiaj z byle kim nie tańczą | —    |
| 2011                          | Z dachu                                  | 48   |
| 2011                          | Mój świat bez Ciebie                     | 44   |
| 2012                          | Freedom time                             | —    |
| 2012                          | Chłopak z mokrą głową                    | —    |
| 2016                          | Miłość                                   | 36   |
| „—” poziția nu a fost notată. |                                          |      |